# Comecrudo Indijanci
Comecrudo.- Comecrudan pleme ,tradicionalno su se smatrali ogrankom porodice Coahuiltecan koje u kasnom 17 i 18. stoljeću živi u sjevernom Tamaulipasu. Ime im u prijevodu sa španjolskog znači  "raw meat eaters" ili "Those who eat raw".). U drugoj polovici 18. stoljeća nastanjeni su duž južne obale Rio Grande, blizu Reynose. Područje njihovog lova i sakupljanja vjerojatno je bilo na obje obale rijeke. Tokom povijesti Comecrudo su nazivani i imenom Carrizos, što je bio naziv za više lokalnih grupa duž Rio Grande, koja su se klasificirali u Coahuiltecane .Godine 1886. etnolog A. S. Gatschet pronalazi nekoliko starijih Comecrudo Indijanaca blizu Reynose koji su još znali svoj jezik, što je pomoglo lakšoj klasifikaciji jezika južnog Teksasa i sjeveroistočnog Meksika.

## Vanjske poveznice
- Comecrudo Indians
- Carrizo Comecrudo Tribes of Texas